# Cupa Balcanică 1961–1963
Cupa Balcanică 1961–1963 a fost a doua ediție a Cupei Balcanice, competiție la care au participat cluburi reprezentative din statele balcanice.

## Grupa A
| Echipa              | M | V | E | Î | GM | GP | G  | Pct. |
| ------------------- | - | - | - | - | -- | -- | -- | ---- |
| Olympiacos          | 4 | 2 | 1 | 1 | 9  | 11 | -2 | 5    |
| Steagul Roșu Brașov | 4 | 2 | 0 | 2 | 9  | 6  | +3 | 4    |
| Sarajevo            | 4 | 1 | 1 | 2 | 8  | 9  | +2 | 3    |
| Galatasaray*        | 0 | 0 | 0 | 0 | 0  | 0  | 0  | 0    |

* Galatasaray s-a retras din competiție după ce a jucat două meciuri cu Olympiakos; astfel, rezultatele sale au fost anulate.

## Grupa B
| Echipa           | M | V | E | Î | GM | GP | G  | Pct. |
| ---------------- | - | - | - | - | -- | -- | -- | ---- |
| Levski Sofia     | 6 | 3 | 3 | 0 | 11 | 5  | +6 | 9    |
| Dinamo Tirana    | 6 | 2 | 3 | 1 | 9  | 8  | +1 | 7    |
| Dinamo București | 6 | 2 | 2 | 2 | 13 | 11 | +2 | 6    |
| Fenerbahçe       | 6 | 1 | 0 | 5 | 5  | 14 | -9 | 2    |

## Finala

### Prima manșă
| Olympiacos  | 1 – 0 | Levski Sofia |
| ----------- | ----- | ------------ |
| Sideris 37' |       |              |

### A doua manșă
| Levski Sofia | 1 – 0 | Olympiacos |
| ------------ | ----- | ---------- |
| Iordanov 20' |       |            |

### Playoff
| Olympiacos     | 1 – 0 | Levski Sofia |
| -------------- | ----- | ------------ |
| Stefanakos 87' |       |              |